# مزرعه مرادآباد (البرز)
مزرعه مرادآباد یک منطقهٔ مسکونی در ایران است که در دهستان پلنگ‌آباد واقع شده‌است. براساس سرشماری مرکز آمار ایران در سال ۱۳۹۵، این روستا کمتر از سه خانوار جمعیت داشته‌است.